# Championnats d'Europe de patinage artistique 1980
Navigation
Édition précédente Édition suivante
Les championnats d'Europe de patinage artistique 1980 ont lieu du 22 au 27 janvier 1980 au Scandinavium de Göteborg en Suède.
La soviétique Irina Rodnina remporte son 11e titre européen de la catégorie des couples artistiques, record qui n'a jamais été égalé jusqu'à présent. Elle a obtenu cinq titres avec Alexeï Oulanov et six titres avec Aleksandr Zaïtsev.

## Qualifications
Les patineurs sont éligibles à l'épreuve s'ils représentent une nation européenne membre de l'Union internationale de patinage (International Skating Union en anglais). Les fédérations nationales sélectionnent leurs patineurs en fonction de leurs propres critères.
Sur la base des résultats des championnats d'Europe 1979, l'Union internationale de patinage autorise chaque pays à avoir de une à trois inscriptions par discipline. 

## Podiums
| Épreuves                            | Or                                        | Argent                             | Bronze                               |
| ----------------------------------- | ----------------------------------------- | ---------------------------------- | ------------------------------------ |
| Messieurs résultats détaillés       | Robin Cousins                             | Jan Hoffmann                       | Vladimir Kovalev                     |
| Dames résultats détaillés           | Anett Pötzsch                             | Dagmar Lurz                        | Susanna Driano                       |
| Couples résultats détaillés         | Irina Rodnina / Aleksandr Zaïtsev         | Marina Cherkasova / Sergey Shakray | Marina Pestova / Stanislav Leonovich |
| Danse sur glace résultats détaillés | Natalia Linitchouk / Guennadi Karponossov | Krisztina Regőczy / András Sallay  | Irina Moïsseïeva / Andrei Minenkov   |

## Tableau des médailles
| Rang  | Nation               | Or | Argent | Bronze | Total |
| ----- | -------------------- | -- | ------ | ------ | ----- |
| 1     | Union soviétique     | 2  | 1      | 3      | 6     |
| 2     | Allemagne de l'Est   | 1  | 1      | 0      | 2     |
| 3     | Royaume-Uni          | 1  | 0      | 0      | 1     |
| 4     | Allemagne de l'Ouest | 0  | 1      | 0      | 1     |
| 4     | Hongrie              | 0  | 1      | 0      | 1     |
| 6     | Italie               | 0  | 0      | 1      | 1     |
| Total | Total                | 4  | 4      | 4      | 12    |

## Détails des compétitions

### Messieurs
| Rang    | Nom                      | Nation               | Places | Points | Fig. impo. | Prog. court | Prog. libre |
| ------- | ------------------------ | -------------------- | ------ | ------ | ---------- | ----------- | ----------- |
| 1       | Robin Cousins            | Royaume-Uni          |        |        |            |             |             |
| 2       | Jan Hoffmann             | Allemagne de l'Est   |        |        |            |             |             |
| 3       | Vladimir Kovalev         | Union soviétique     |        |        |            |             |             |
| 4       | Igor Bobrin              | Union soviétique     |        |        |            |             |             |
| 5       | Hermann Schulz           | Allemagne de l'Est   |        |        |            |             |             |
| 6       | Jean-Christophe Simond   | France               |        |        |            |             |             |
| 7       | Mario Liebers            | Allemagne de l'Est   |        |        |            |             |             |
| 8       | Konstantin Kokora        | Union soviétique     |        |        |            |             |             |
| 9       | Jozef Sabovčík           | Tchécoslovaquie      |        |        |            |             |             |
| 10      | Thomas Öberg             | Suède                |        |        |            |             |             |
| 11      | Patrice Macrez           | France               |        |        |            |             |             |
| 12      | Helmut Kristofics-Binder | Autriche             |        |        |            |             |             |
| 13      | Gilles Beyer             | France               |        |        |            |             |             |
| 14      | Bruno Delmaestro         | Italie               |        |        |            |             |             |
| 15      | Ludwik Jankowski         | Pologne              |        |        |            |             |             |
| 16      | Antti Kontiola           | Finlande             |        |        |            |             |             |
| 17      | Eric Krol                | Belgique             |        |        |            |             |             |
| 18      | Miljan Begović           | Yougoslavie          |        |        |            |             |             |
| 19      | István Simon             | Hongrie              |        |        |            |             |             |
| 20      | Boyko Aleksiev           | Bulgarie             |        |        |            |             |             |
| Abandon | Rudi Cerne               | Allemagne de l'Ouest |        |        |            |             |             |

### Dames
| Rang    | Nom                       | Nation               | Places | Points | Fig. impo. | Prog. court | Prog. libre |
| ------- | ------------------------- | -------------------- | ------ | ------ | ---------- | ----------- | ----------- |
| 1       | Anett Pötzsch             | Allemagne de l'Est   |        |        |            |             |             |
| 2       | Dagmar Lurz               | Allemagne de l'Ouest |        |        |            |             |             |
| 3       | Susanna Driano            | Italie               |        |        |            |             |             |
| 4       | Kristiina Wegelius        | Finlande             |        |        |            |             |             |
| 5       | Sanda Dubravčić           | Yougoslavie          |        |        |            |             |             |
| 6       | Deborah Cottrill          | Royaume-Uni          |        |        |            |             |             |
| 7       | Carola Weißenberg         | Allemagne de l'Est   |        |        |            |             |             |
| 8       | Danielle Rieder           | Suisse               |        |        |            |             |             |
| 9       | Karin Riediger            | Allemagne de l'Ouest |        |        |            |             |             |
| 10      | Renata Baierová           | Tchécoslovaquie      |        |        |            |             |             |
| 11      | Kira Ivanova              | Union soviétique     |        |        |            |             |             |
| 12      | Karena Richardson         | Royaume-Uni          |        |        |            |             |             |
| 13      | Katarina Witt             | Allemagne de l'Est   |        |        |            |             |             |
| 14      | Susan Broman              | Finlande             |        |        |            |             |             |
| 15      | Editha Dotson             | Belgique             |        |        |            |             |             |
| 16      | Myriam Oberwiler          | Suisse               |        |        |            |             |             |
| 17      | Anne-Sophie de Kristoffy  | France               |        |        |            |             |             |
| 18      | Astrid Jansen in de Wal   | Pays-Bas             |        |        |            |             |             |
| 19      | Pia Snellman              | Finlande             |        |        |            |             |             |
| 20      | Bodil Olsson              | Suède                |        |        |            |             |             |
| 21      | Maristella Maderna        | Italie               |        |        |            |             |             |
| 22      | Nevenka Lisak             | Yougoslavie          |        |        |            |             |             |
| 23      | Hanne Gamborg             | Danemark             |        |        |            |             |             |
| 24      | Gloria Mas                | Espagne              |        |        |            |             |             |
| Abandon | Claudia Kristofics-Binder | Autriche             |        |        |            |             |             |
| Abandon | Christina Riegel          | Allemagne de l'Ouest |        |        |            |             |             |
| Abandon | Denise Biellmann          | Suisse               |        |        |            |             |             |

### Couples
| Rang | Nom                                  | Nation               | Places | Points | Prog. court | Prog. libre |
| ---- | ------------------------------------ | -------------------- | ------ | ------ | ----------- | ----------- |
| 1    | Irina Rodnina / Aleksandr Zaïtsev    | Union soviétique     |        |        | 1           | 1           |
| 2    | Marina Cherkasova / Sergey Shakray   | Union soviétique     |        |        | 2           | 2           |
| 3    | Marina Pestova / Stanislav Leonovich | Union soviétique     |        |        | 4           | 3           |
| 4    | Sabine Baeß / Tassilo Thierbach      | Allemagne de l'Est   |        |        | 5           | 4           |
| 5    | Manuela Mager / Uwe Bewersdorf       | Allemagne de l'Est   |        |        | 3           | 5           |
| 6    | Christina Riegel / Andreas Nischwitz | Allemagne de l'Ouest |        |        | 7           | 6           |
| 7    | Kerstin Stolfig / Veit Kempe         | Allemagne de l'Est   |        |        | 6           | 7           |
| 8    | Ingrid Spieglová / Alan Spiegl       | Tchécoslovaquie      |        |        | 8           | 8           |
| 9    | Gabrielle Beck / Jochen Stahl        | Allemagne de l'Ouest |        |        | 9           | 11          |
| 10   | Maria Jeżak / Lech Matuszewski       | Pologne              |        |        | 11          | 9           |
| 11   | Susan Garland / Robert Daw           | Royaume-Uni          |        |        | 10          | 10          |

### Danse sur glace
| Rang | Nom                                       | Nation               | Places | Points | Danses imposées | Danse libre |
| ---- | ----------------------------------------- | -------------------- | ------ | ------ | --------------- | ----------- |
| 1    | Natalia Linitchouk / Guennadi Karponossov | Union soviétique     |        |        |                 |             |
| 2    | Krisztina Regőczy / András Sallay         | Hongrie              |        |        |                 |             |
| 3    | Irina Moïsseïeva / Andrei Minenkov        | Union soviétique     |        |        |                 |             |
| 4    | Jayne Torvill / Christopher Dean          | Royaume-Uni          |        |        |                 |             |
| 5    | Liliana Řeháková / Stanislav Drastich     | Tchécoslovaquie      |        |        |                 |             |
| 6    | Natalia Bestemianova / Andreï Boukine     | Union soviétique     |        |        |                 |             |
| 7    | Henriette Fröschl / Christian Steiner     | Allemagne de l'Ouest |        |        |                 |             |
| 8    | Karen Barber / Nicholas Slater            | Royaume-Uni          |        |        |                 |             |
| 9    | Susi Handschmann / Peter Handschmann      | Autriche             |        |        |                 |             |
| 10   | Anna Pisánská / Jiří Musil                | Tchécoslovaquie      |        |        |                 |             |
| 11   | Nathalie Hervé / Pierre Béchu             | France               |        |        |                 |             |
| 12   | Gabriella Remport / Sándor Nagy           | Hongrie              |        |        |                 |             |
| 13   | Elisabette Parisi / Roberto Pelizzola     | Italie               |        |        |                 |             |
| 14   | Birgit Goller / Peter Klisch              | Allemagne de l'Ouest |        |        |                 |             |
| 15   | Regula Lattmann / Hanspeter Müller        | Suisse               |        |        |                 |             |